# Two International Finance Centre
O Two International Finance Centre
Two International Finance Centre é um arranha-céu, atualmente é o 37.º arranha-céu mais alto do mundo, com 415 metros, que faz parte do complexo International Finance Centre (IFC), localizado em Hong Kong, China.
A Torre 2 é o segundo edifício mais alto em Hong Kong, atrás do International Commerce Centre, em Kowloon. É o quarto edifício mais alto na região da Grande China e o oitavo edifício de escritórios mais alto do mundo, com base em alturas estruturais; por altura do telhado, apenas o Taipei 101, o Shanghai World Financial Center, a Willis Tower, o International Commerce Centre e o Burj Khalifa ultrapassam a altura do edifício. É de estatura semelhante a do antigo World Trade Center. A Estação Expresso Aeroporto do Metrô de Hong Kong está diretamente abaixo da torre.

## Histórico
O Two International Finance Centre foi concluído em 2003 e está ligado à segunda fase do IFC Mall. Este edifício tem 415 metros de altura, é atualmente o segundo arranha-céu mais alto de Hong Kong e um dos maiores do mundo, com 88 andares.
O andares mais altos foram projetados para acomodar as instituições financeiras. Por exemplo, a Autoridade Monetária de Hong Kong (HKMA) está localizado no 55º andar. O edifício acomoda até 15 mil pessoas. É um dos relativamente poucos edifícios do mundo, equipados com elevadores de dois andares.
Os andares 55, 56 e 77-88 foram comprados pela HKMA por 480 milhões de dólares em 2001. Uma área de exposição e uma biblioteca da Autoridade Monetária Centro de Informação Hong Kong ocupam o 55º andar, e estão abertos ao público durante o horário de expediente.
Apesar prática comum para os proprietários de permitir a nomeação de edifícios depois que seus inquilinos importantes - o edifício acomoda alguns inquilinos de grande prestígio - os proprietários decidiram não permitir a mudança de nome do edifício.